# Abd el-Moneim Abd ul-Hafez
Abd el-Moneim Abd ul-Hafez (arabiska: عبد المنعم عبد الحافظ) är en syrisk politiker. Han är sedan 10 december 2024 minister för högre utbildning i Syriens övergångsregering under Syriens premiärminister Mohammed al-Bashir. Han har tagit examen i naturvetenskap från universitetet i Aleppo.